# Kamagorgon
Kamagorgon (лат.) – вымерший род хищных терапсид, обитавших в среднем пермском периоде. Типовой и единственный вид — Kamagorgon ulanovi, описанный Л. П. Татариновым в 1998 году из отложений казанского яруса в Удмуртии (Сидоровы Горы). Данные отложения относятся к голюшерминскому субкомплексу, более древнему, чем очёрская фауна. Видовое название дано в честь местного геолога Е. И. Уланова, нашедшего череп.

## Описание
Известен по неполному черепу. Череп с короткой мордой, длинными и массивными клыками и утолщёнными теменными костями. Также характеризуется высоким симфизом нижней челюсти. Предклыковые и заклыковые зубы режущие, массивные. Хорошо развит высокий носо-глоточный жёлоб, ограниченный с боков широкими буграми с мелкими нёбными зубами. Развит пахиостоз лобных костей, максиллы скульптированы мелкими ямками.
Крупный наземный хищник (череп до 40-45 см длиной), охотился на растительноядных парарептилий и терапсид.

## Таксономия
Описанный И. А. Ефремовым в 1954 году Admetophoneus kargalensis из средней перми Каргалинских рудников в Оренбургской области может быть близок к Kamagorgon. Этого гигантского (с черепом около 55 см длиной) хищника Ефремов отнес к антеозаврам. Admetophoneus описан по фрагменту верхнечелюстной кости и истинное его положение в системе неизвестно.

## Классификация
Kamagorgon описан в 1998 году и изначально отнесён к семейству Eotitanosuchidae наряду с родом Eotitanosuchus. Позднее Kamagorgon отнесён к примитивным горгонопсам на основе длины передней челюстной кости и задней стороны черепа. Такие признаки обычно наблюдается у ветвей Brithopodidae и Biarmosuchidae.